# Gesa Dankwerth

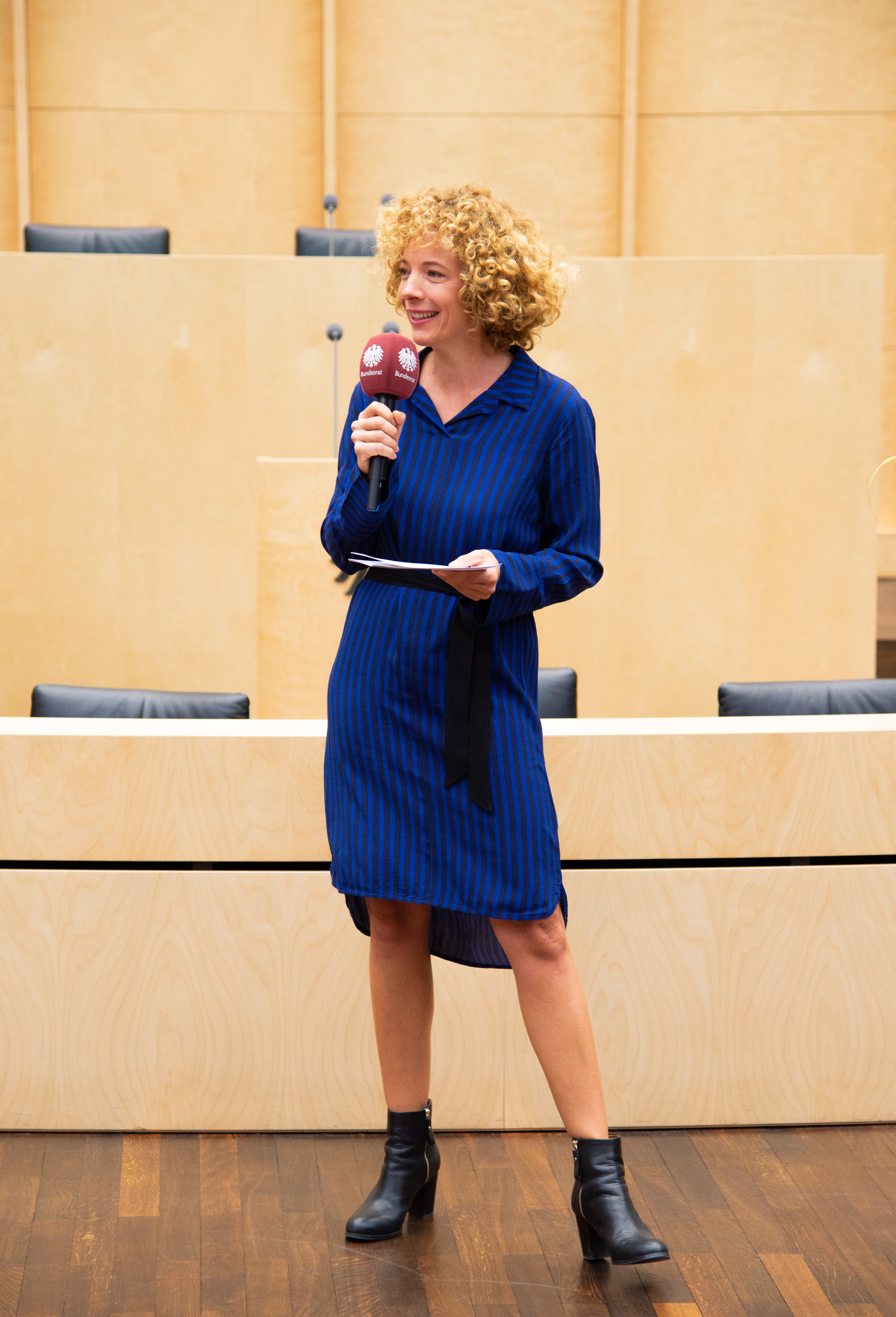
Gesa Dankwerth (2018)

Gesa Dankwerth (* 2. Dezember 1975 in Stadthagen) ist eine deutsche Journalistin und Moderatorin.

## Leben
Dankwerth absolvierte von 2001 bis 2003 ein Volontariat bei VOX und arbeitete bei der tvision GmbH als Autorin für Sendungen wie Wissen macht Ah! und Kopfball. Im August 2003 entwickelte sie mit Kollegen das Konzept zu der Kindernachrichtensendung Neuneinhalb, die seit April 2004 wöchentlich in der ARD ausgestrahlt wird. Bis Anfang 2008 moderierte Dankwerth Neuneinhalb, außerdem ist sie stellvertretende Redaktionsleiterin der Sendung. Bei Wissen macht Ah! sieht man Dankwerth auch gelegentlich in den Einspielfilmen.